# Horrea
Horrea (łac. Diocesis Horrensis) – stolica historycznej diecezji w Cesarstwie rzymskim, w prowincji Mauretania Sitifense, zlikwidowana w VII w. podczas ekspansji islamskiej, współcześnie w północnej Algierii. Obecnie katolickie biskupstwo tytularne.

## Biskupi
| Lp. | Biskup                      | Funkcja                               | Od                  | Do               |
| --- | --------------------------- | ------------------------------------- | ------------------- | ---------------- |
| 1   | Francis Patrick Carroll     | emerytowany biskup Calgary (Kanada)   | 28 grudnia 1966     | 25 lutego 1967   |
| 2   | Francis Xavier Hsu Chenping | biskup pomocniczy Hongkongu           | 12 czerwca 1967     | 29 maja 1969     |
| 3   | Alphonse U Than Aung        | biskup pomocniczy Mandalay (Birma)    | 28 kwietnia 1975    | 25 września 1978 |
| 4   | Carlos Stetter              | biskup pomocniczy Chiquitos (Boliwia) | 3 października 1987 | 7 stycznia 1995  |
| 5   | Julio César Terán Dutari    | biskup pomocniczy Quito (Ekwador)     | 12 lipca 1995       | 14 lutego 2004   |
| 6   | Luigi Stucchi               | biskup pomocniczy Mediolanu (Włochy)  | 8 kwietnia 2004     | 20 grudnia 2022  |
| 6   | Michele Di Tolve            | biskup pomocniczy Rzymu (Włochy)      | 26 maja 2023        |                  |